# Ахт (Айфель)
Ахт (нем. Acht) — община в Германии, в земле Рейнланд-Пфальц.
Входит в состав района Майен-Кобленц. Подчиняется управлению Фордерайфель. Население составляет 79 человек (на 31 декабря 2010 года). Занимает площадь 3,79 км².